# جوناثان بينيتيز دي كونسيساو
جوناثان بينيتيز دي كونسيساو (مواليد 27 يوليو 1989) لاعب كرة قدم برازيلي يلعب كلاعب وسط.
لعب سابقاً في نادي الباطن و انتقل إلى نادي التعاون عام 2018 و اعير إلى نادي الباطن في عام 2018 و لعب بعدها مع نادي الفجيرة ونادي الساحل ونادي الخلود ونادي نجران.

## روابط خارجية
جوناثان بينيتيز دي كونسيساو على موقع قاعدة بيانات كرة القدم.إي يو (الإنجليزية)
- جوناثان بينيتيز دي كونسيساو على موقع Soccerway.com (الإنجليزية)
- جوناثان بينيتيز دي كونسيساو على موقع عالم كرة القدم.نت (الإنجليزية)